# قنطريون متفجع
القنطريون المتفجع واسمه العلمي (باللاتينية: Centaurea pullata) نوع نباتي ينتمي إلى جنس القنطريون من الفصيلة النجمية.

## الموئل والانتشار
موطنه المغرب العربي وجنوب غرب أوروبا.

## مرادفات للاسم العلمي
- (باللاتينية: Melanoloma pullatum (L.) Fourr.)
- (باللاتينية: Centaurea claryi Debeaux)